# Каликст II
Ка́ликст II (лат. Calixtus, Callistus PP. II; в миру граф Гви́до, или Ги Бургу́ндский; фр. Gui, Guy de Bourgogne; ок. 1060 — 13 декабря 1124, Латеранский дворец, Рим) — папа Римский с 2 февраля 1119 года по 13 декабря 1124 года.

## Ранние годы
Ги был четвёртым сыном Гильома I Великого, графа Бургундии, и близким родственником Людовика VI Французского, двоюродным братом Ардуина, короля Италии. Его сестра, Гизела, была замужем за Гумбертом II, графом Савойским, а затем — за Раньери Монферратским; другая сестра, Мод, была женой Эда I, герцога Бургундского. Его брат Раймунд Бургундский был женат на Урраке, наследнице Леона, и отцом будущего короля Альфонсо VII Леонского. Его брат Гуго был архиепископом Безансона.

## Архиепископ Вьеннский
В 1088 году Ги был назначен архиепископом Вьеннским и в этом статусе принял участие в борьбе за инвеституру. Как архиепископ он был назначен папским легатом во Францию папой Пасхалием II. Пасхалий под давлением императора Священной Римской империи Генриха V в 1111 году уступил большую часть папских прерогатив, которых добился папа Григорий VII. Ги с родственниками в Бургундии и Франш-Конте возглавил про-папскую оппозицию императору.
По возвращении во Францию Ги немедленно созвал собрание французских и бургундских епископов в Вьене, где императорские претензии на рукоположение духовенства были осуждены как еретические, а Генрих V отлучен на том основании, что он вымогал уступки у Пасхалия с помощью насилия. Эти указы были направлены папе с просьбой о подтверждении, которое было получено 20 октября 1112 года.

## Папство

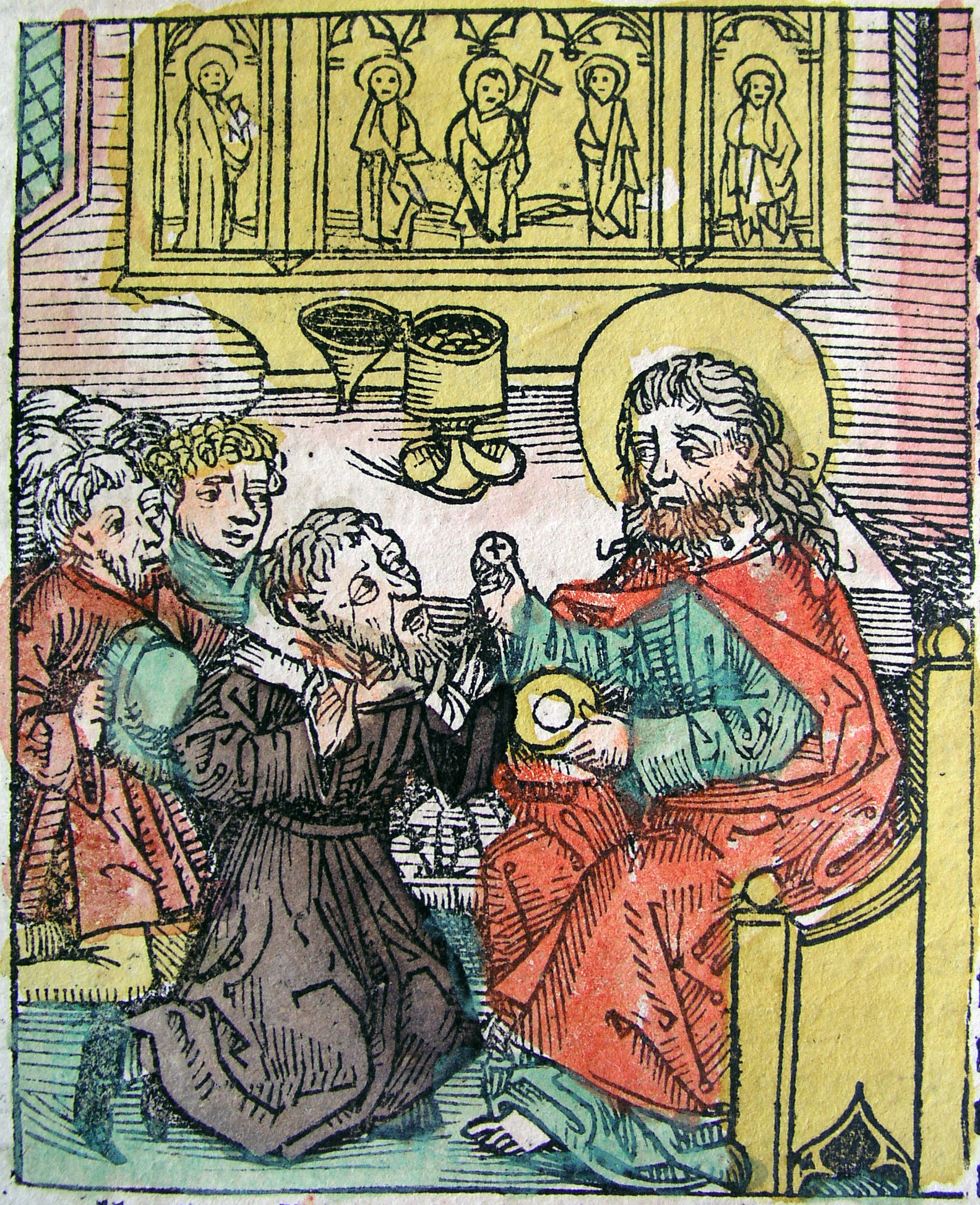
Антипапа Григорий VIII подчиняется Каликсту II

Во время ожесточённых столкновений между Генрихом V и преемником Пасхалия II, Геласием II, папа римский был вынужден бежать из Рима. Геласий II в итоге скончался в аббатстве Клюни 29 января 1119 года. Там же архиепископ Ги Бургундский, который даже не был кардиналом, был избран папой 2 февраля 1119 года. Девять кардиналов приняли участие в выборах. Большинство остальных кардиналов были в Риме. Он был интронизирован во Вьене 9 февраля 1119 года как Каликст II.
Вначале казалось, что новый папа готов вести переговоры с Генрихом V, который принял папское посольство в Страсбурге и отказался от поддержки антипапы Григория VIII, провозглашённого в Риме. Было решено, что папа и император должны встретиться в Шато-де-Муссон, недалеко от Реймса, и в октябре Каликст открыл совет в Реймсе с участием Людовика VI и большинства баронов Франции, а также более четырёхсот епископов и настоятелей. Генрих V лично прибыл в Муссон, но не один, как было предусмотрено, а с армией из более тридцати тысяч человек.
Каликст II, опасаясь, что эта сила, вероятно, будет использоваться для оказания давления, остался в Реймсе. Там он тщетно пытался добиться примирения между братьями Генрихом I Английским и Робертом II, герцогом Нормандии. Совет тем временем принял указы против светской инвеституры и симонии. Поскольку никаких компромиссов между императором и папой не было достигнуто, 30 октября 1119 года Генрих V и его антипапа были торжественно отлучены.
По возвращении в Италию, где Григорий VIII был поддержан в Риме имперскими силами и итальянскими союзниками императора, Каликст II сумел одержать верх в борьбе за престол. С помощью норманнских князей он осадил город Сутри, где находился антипапа, и вынудил жителей выдать своего противника, которого заключил в тюрьму возле Салерно, и затем — в крепость Фумо.

### Sicut Judaeis
В 1120 году Каликст II издал папскую буллу «О евреях» (Sicut Judaeis) с изложением официальной позиции папства в отношении обращения с евреями. Это было обусловлено Первым крестовым походом, в ходе которого более пяти тысяч евреев были убиты крестоносцами. Булла была направлена на защиту евреев и повторила позицию папы Григория I, что евреи имеют право на «их законную свободу». Булла запретила христианам под страхом отлучения от церкви принуждать евреев к переходу в христианскую веру, причинять им вред, мешать их обрядам и празднованиям.
Эта булла была впоследствии подтверждена папами Александром III, Целестином III (1191—1198), Иннокентием III (1199), Гонорием III (1216), Григорием IX (1235), Иннокентием IV (1246), Александром IV (1255), Урбаном IV (1262), Григорием X (1272—1274), Николаем III, Мартином IV (1281), Гонорием IV (1285—1287), Николаем IV (1288—1292), Климентом VI (1348), Урбаном V (1365), Бонифацием IX (1389), Мартином V (1422) и Николаем V (1447).

### Вормсский конкордат
Самым важным делом Каликста было заключение с Генрихом V Вормского конкордата, положившего конец пятидесятилетнему спору за инвеституру.
Установив свою власть в Италии, папа Каликст решил вновь открыть переговоры с Генрихом V по вопросу об инвеституре. Генрих V стремился положить конец полемике, которая вредила императорской власти в Германии. Посольство трёх кардиналов был послано Каликстом в Германию, и в октябре 1121 года в Вюрцбурге были начаты переговоры об окончательном урегулировании проблемы инвеституры. На совете было решено, что перемирие должно быть объявлено в Германии, а Церковь должна сохранить свободное использование своих владений, и что церковные земли, занятые императором, должны быть возвращены. Эти решения были доведены до Каликста, который послал легата Ламберта для участия синоде в Вормсе, где 23 сентября 1122 года был заключен Вормсский конкордат. Император отказался от своих претензий на инвеституру «кольцом и посохом» (атрибутами папы) и провозгласил свободу выборов епископов. Папа, со своей стороны, признал, что епископы должны получить инвеституру «и скипетром» (т.е. со стороны светской власти), что епископские выборы должны проводиться в присутствии императора или его представителей, что в случае спорных ситуаций при избрании император будет иметь право голоса. В Бургундии и Италии папа сохранял право исключительной инвеституры — без согласия императора. В результате этого конкордата император сохранил в своих руках инструменты воздействия на выборы епископов в Германии, но отказался от многого в отношении епископских выборов в Италии и Бургундии.

### Первый Латеранский собор
На Латеранском соборе 18 марта 1123 года торжественно подтвердившем конкордат, папа постановил, что всякий, кто обещал идти крестоносцем против неверных и не исполнил этого обещания, подвергается годичному отлучению от церкви. Решения собора также были направлены против церковных грабителей и подделки церковных документов.

## Смерть
Каликст II посвятил последние несколько лет своей жизни попыткам установить папский контроль над Кампаньей и установить примат Вьеннского архиепископа над Арльской кафедрой. Он также перестроил церковь Санта-Мария-ин-Космедин в Риме. От Каликста осталось несколько писем и жизнеописаний святых.
Калликст умер 13 декабря 1124 года в Латеранском дворце от лихорадки.